# 西川玄房
西川 玄房（にしかわ げんぼう、1939年 -）は京都・妙心寺東林院の住職である。

## 概要
修業時代に典座として料理番を経験している内に料理の奥深さに目覚め、住職に就いてからは書籍や地元の新聞でレシピを発表するなどして料理人として活躍してきた。1999年以降は東林院で料理教室を開催している。この料理教室では自身がレシピを考案した精進料理を学ぶことができ、いずれも厳格なものではなく「おばんざい」的な家庭でも気軽に取り入れることができる料理が中心である。
東林院ではライトアップが行われるが、住職である西川が還暦を迎えたのを機に開始した。このとき、西川は70灯の梵燈（筒状の瓦の中に蝋燭を入れたもの）を手作りしている。

## 著書
- 『やさしい精進料理』（淡交社）[1]など